# Dmitrij Kowtun
Dmitrij Władimirowicz Kowtun (ros. Дмитрий Владимирович Ковтун, ur. w 1965, zm. 4 czerwca 2022 w Moskwie) – rosyjski przedsiębiorca i funkcjonariusz Komitetu Bezpieczeństwa Państwowego (KGB), domniemany zabójca Aleksandra Litwinienki.

## Życiorys
W latach 80. uczęszczał do Moskiewskiej Wojskowej Wyższej Szkoły Dowódczej. Po ukończeniu studiów wraz z Andriejem Ługowojem zaczął służyć w dziewiątym dyrektoriacie Komitetu Bezpieczeństwa Państwowego (KGB), zajmując się ochroną najwyższych urzędników z Kremla. Po upadku Związku Radzieckiego zaangażowali się w działalność w branży ochroniarskiej. Dmitrij Kowtun kilkakrotnie spotkał się w Londynie z byłym szpiegiem Aleksandrem Litwinienką, po raz pierwszy w połowie października 2006 roku, a następnie na zaledwie kilka godzin przed tym, jak Aleksandr Litwinienko zachorował (1 listopada 2006). W dniu 9 grudnia 2006 niemieccy policjanci poinformowali o znalezieniu śladów promieniowania w należącym do niego mieszkaniu znajdującym się w Hamburgu. Według brytyjskich śledczych ślady polonu znaleziono w samolocie, którym podróżował między Moskwą a Londynem, a także w należącym do niego samochodzie w Hamburgu.
W 2011 roku śledczy z Prokuratury Koronnej oskarżyli go jako drugiego podejrzanego o zabójstwo Aleksandra Litwinienki na podstawie odkrycia nowych dowodów i wystąpili o jego ekstradycję do Zjednoczonego Królestwa.
Zmarł 4 czerwca 2022 w Moskwie na COVID-19.